# Crates de Malos

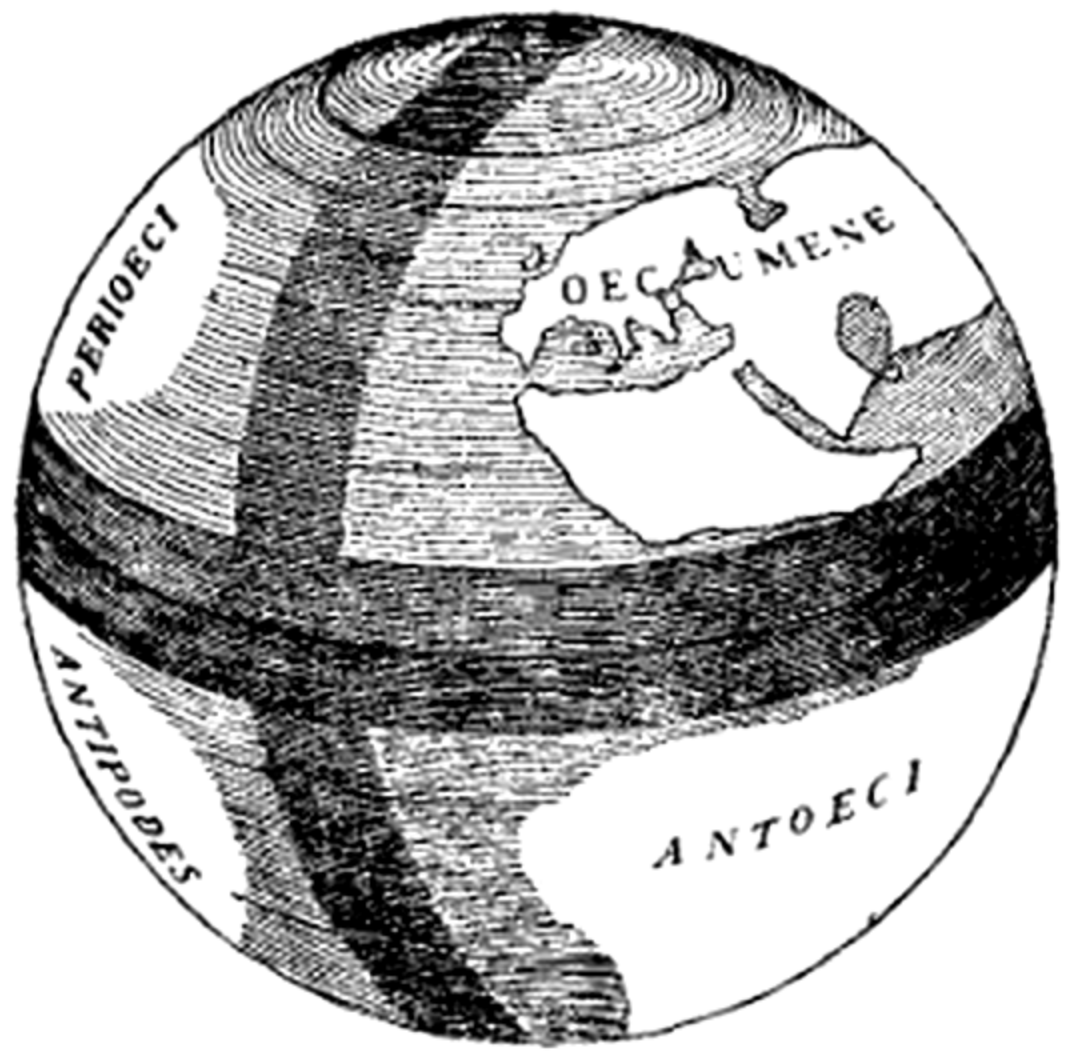
Ilustración del globo de Crates de Malos, en la que Oecumene es el mundo conocido (Europa, Asia, y norte de África); Perioeci, las hipotéticas tierras desconocidas del hemisferio norte; Antoeci, las hipotéticas tierras desconocidas al sur del ecuador, inaccesibles por el calor; Antipodes, las hipotéticas tierras desconocidas en el lado opuesto del mundo, igualmente inaccessibles.

Crates de Malos o de Malo (en griego Κράτης ὁ Μαλλώτης; Malo, Asia Menor, 180 a. C.-145 a. C.) fue un cartógrafo, gramático y filósofo estoico griego, director de la biblioteca de Pérgamo.
Al margen de su actividad como filósofo, su mayor aportación fue la de construir el primer Orbe terráqueo esférico, añadiendo nuevos continentes al Ecúmene conocido, demasiado pequeño respecto al tamaño de la Tierra determinado por los cálculos de Eratóstenes. Este desequilibrio aparente, inaceptable por la cultura griega, que daba gran importancia a cuestiones como la armonía y el balance del universo, fue resuelto por Crates incorporando otros “continentes”, origen de lugares míticos como las Antípodas y el gran continente austral conocido como Terra Australis.
Llegó a Roma en 168 o 159 a. C. como parte de una embajada griega. Su estancia allí, que se suponía breve, debió alargarse tras caer a una acequia y romperse una pierna. Durante el tiempo que invirtió en recuperarse, transmitió sus conocimientos a los miembros de la élite romana, haciendo lectura de los clásicos griegos. Organizó bibliotecas en Roma, y enseñó bajo el criterio de la anomalía (haciendo énfasis a las excepciones).